# Love Profusion
"Love Profusion" je četvrti i konačni singl američke pjevačice Madonne s devetog studijskog albuma American Life. Singl je izdan 8. prosinca 2003. pod Maverick Recordsom u UK, Europi i Australiji, te 16. ožujka 2004. u Sjedinjenim Državama.

## O pjesmi
"Love Profusion" je pjesma koju su napisali i skladali Madonna i Mirwais Ahmadzaï.
Pjesma je prvo izdana u Europi u prosincu 2003., dok je u Sjevernoj Americi to odgođeno. Razlog je bio taj što je Madonnina producentska kuća, Warner Bros., željela istodobnu promociju singla i Beyond Paradise parfema koji je u reklami koristio ovu pjesmu. Također, za sve američke CD singlove su se dobivali testeri istog parfema. 

## Uspjeh na ljestvicama
Singl se nije uspio plasirati na Billboardovu Hot 100 ljestvicu u SAD-u, i tako je postao treći singl s albuma koji to nije uspio. Pjesma je bila dance hit, s 1. mjestom na Billboardovoj Hot Dance/Club Play chart.
U UK-u pjesma nije ušla u Top 10, i tako je postala 7 Madonnin singl kojem to nije uspjelo još od 1983. (to nije uspjelo pjesmama Everybody, Lucky Star, Take a Bow, Oh Father, One More Chance i Miles Away). Razlogom se smatra prekasno puštanje video spota s obzirom na izdavanje singla.
Jedna zanimljivost je da je Madonna prva (dosada i jedina) pjevač/pjevačica koja je istodobno imala 4 pjesme na rumunjskoj ljestvici: "Hollywood", "Nothing Fails", "Me Against the Music", "Love Profusion".

## Formati i popis pjesama
Australski CD singl
1. "Love Profusion" (Album Version)
2. "Love Profusion" (Ralphi Rosario House Vocal Mix)
3. "Nobody Knows Me" (Above & Beyond 12" Mix)

Francuski CD singl
1. "Love Profusion" (Album Version)
2. "Love Profusion" (Headcleanr Rock Mix)

U.K. vinyl singl
1. "Love Profusion" (Passengerz Club Mix)
2. "Nobody Knows Me" (Above & Beyond 12" Mix)

U.K. CD1 singl W634CD1 9362 42692 2
1. "Love Profusion" (Album Version)
2. "Nothing Fails" (Radio Edit)
3. "Love Profusion" (Passengerz Club Mix)

U.K. CD2 singl W634CD2 9362 42693 2
1. "Love Profusion" (Album Version)
2. "Love Profusion" (Ralphi Rosario House Vocal Mix)
3. "Nobody Knows Me" (Above & Beyond 12" Mix)

U.S. maxi CD singl
1. "Love Profusion" (Blow-Up Mix)
2. "Love Profusion" (The Passengerz Club Profusion)
3. "Love Profusion" (Ralphi Rosario House Vocal Extended)
4. "Love Profusion" (Craig J.'s "Good Vibe" Mix)
5. "Love Profusion" (Ralphi Rosario Big Room Vox Extended)
6. "Love Profusion" (Ralphi Rosario Big Room Dub)
7. "Nothing Fails" (Peter's Lost In Space Mix)

U.S. vinyl singl
1. "Love Profusion" (The Passengerz Club Profusion)
2. "Love Profusion" (Blow-Up Mix)
3. "Love Profusion" (Ralphi Rosario House Vocal Extended)
4. "Love Profusion" (Ralphi Rosario Big Room Dub)
5. "Love Profusion" (The Passengerz Dub Profusion)
6. "Love Profusion" (Craig J.'s Good Vibe Mix)
7. "Love Profusion" (Ralphi Rosario Big Room Vox Extended)

## Ostale službene verzije
1. "Love Profusion" (Ralphi Rosario Big Room Vox)
2. "Love Profusion" (The Passengerz Dub Profusion) promotivno izdanje
3. "Love Profusion" (The Passengerz Hell's Kitchen Edit) promotivno izdanje
4. "Love Profusion" live izvedba Regine Spektor (13. rujna 2005.)

## Ljestvice
| Ljestvica (2003/2004)                | Pozicija |
| ------------------------------------ | -------- |
| Australija                           | 25       |
| Europa                               | 41       |
| Francuska                            | 25       |
| Grčka                                | 3        |
| Irska                                | 22       |
| Italija                              | 5        |
| Kanada                               | 3        |
| Španjolska                           | 1        |
| Švicarska                            | 31       |
| Ujedinjeno Kraljevstvo               | 11       |
| U.S. Billboard Pop 100               | 100      |
| U.S. Billboard Hot 100 Singles Sales | 6        |
| U.S. Billboard Hot Dance Club Play   | 1        |